# Dąbrowica (powiat lubelski)
Dąbrowica – wieś w Polsce położona w województwie lubelskim, w powiecie lubelskim, w gminie Jastków. Wieś zlokalizowana w dolinie środkowej Czechówki w rejonie ujścia jej dopływu – Łazęgi.
Komunikację pasażerską z Lublinem zapewnia autobus miejski linii 3. 
W Dąbrowicy znajdują się liczne ścieżki rowerowe oraz szlaki turystyczne.
Wieś stanowi sołectwo gminy Jastków. Według Narodowego Spisu Powszechnego z roku 2011 wieś liczyła 1348 mieszkańców.
Wieś jest siedzibą rzymskokatolickiej parafii Narodzenia Najświętszej Maryi Panny.

## Historia
Wieś notowana od 1317 roku. W latach 1317–1330 dziedzicami Dąbrowicy, Mełgwi, Janowic, Markuszowic w kluczu zwanym Mełgiewskim byli bracia Dzierżko i Ostasz z Bejsc w powiecie wiślickim – protoplaści rodu Firlejów, którzy od 1409 roku tytułowali się de Dambrowicza, czyniąc z tej miejscowości swoją główną rodową siedzibę.
Władysław Łokietek w roku 1317 i 1330 przeniósł dwukrotnie Dąbrowicę na prawo średzkie. W rękach rodziny Firlejów wieś i pozostałe okoliczne dobra pozostały do XVII wieku.

Opis i rysunek ruin zamku dostarcza Tygodnik Ilustrowany z roku 1864 tom X str.358.
Wieś szlachecka położona była w drugiej połowie XVI wieku w powiecie lubelskim województwa lubelskiego.
W latach 1954–1968 wieś należała i była siedzibą władz gromady Dąbrowica, po jej zniesieniu w gromadzie Jastków. W latach 1975–1998 miejscowość należała administracyjnie do ówczesnego województwa lubelskiego.

## Zamek Firlejów w Dąbrowicy
Pierwszy zamek został zbudowany w XV wieku i związany był przez wieku z wpływowym rodem Firlejów, którzy uznawali go za swoją główną rodową siedzibę. Od XVI wieku rezydencja miała już zapewne cechy nie tylko obronne, ale reprezentacyjne. Pierwsza znacząca rozbudowa zamku rozpoczęła się ok. 1506 roku i związana była z twórcą potęgi rodu Filejów – Mikołajem Firlejem (zm. 1526), późniejszym kasztelanem krakowskim i hetmanem wielkim koronnym. Wg innych relacji budowa została rozpoczęta przed 1552 rokiem przez wojewodę lubelskiego Piotra Firleja, który zbudował także w bezpośredniej bliskości zamku kaplicę św. Mikołaja z muru pruskiego. Rozpoczęte przez niego prace kontynuował syn Mikołaj, wojewoda lubelski. Budowa została ukończona około 1565 roku.
Zamek rozbudowano około lat 1610-1630 z inicjatywy podskarbiego wielkiego koronnego Jana Firleja (zm. 1615) lub wojewodę sandomierskiego Mikołaja Firleja (zm. 1636). Zbudowano wtedy nowe skrzydło północne, tworząc już założenie nie zamkowe, ale pałacowe. Całość zwieńczona była attyką. Po obu stronach elewacji znajdowały się dwie sześcioboczne wieże, z których jedna zachowała się do dzisiaj. Przypuszczalnie w jednej znajdowała się biblioteka, a w drugiej kaplica. Skrzydło po stronie północnej zostało podwyższone. Od strony wschodniej zbudowano reprezentacyjną galerię arkadową. Zarówno galeria, jak i baszta północno-zachodnia (najbardziej reprezentacyjne) pokryte zostały dekoracją tzw. typu lubelskiego. Obok rezydencji został założony ogród włoski.
Pałac zaczął ulegać rujnacji już w końcu XVII wieku, gdy Firlejowie zaczęli ubożeć i tracić wpływy polityczne. Prawdopodobnie w wyniku pożaru przed 1694 rokiem lub przed 1669, w czasie sporu Mikołaja Firleja ze swoją ciotką Zofią z Tarnowskich, pałac został spustoszony. W 1694 roku sporządzono opis zniszczeń dokonanych w pałacu. Pałac na początku XVIII wieku został splądrowany przez Szwedów i dalej popadał w ruinę. W międzyczasie zmieniali się jego właściciele. Linia Firlejów z Dąbrowicy wygasła wraz ze śmiercią ostatniej przedstawicielki rodu, którą była Marianna Sapieżyna, córka Józefa Firleja. Po 1737, kiedy wygasła linia Firlejów, należał do Januszewskich, a do 1792 roku do Józefa Potockiego. W 1775 pałac był już pozbawiony sklepień, drzwi i okien, nie nadawał się do zamieszkania.  
Od 1792 majątek był prowadzony przez niemieckich kolonistów o nazwisku Lingenau. W 1. ćwierci XIX wieku przerobili oni część pałacu do celów mieszkalnych i zabezpieczyli istniejące jeszcze dwie baszty. Przed połową XIX wieku na miejscu pozostałych części pałacu na starych fundamentach wzniesiono nowe zabudowania. Pod koniec XIX wieku dobra dąbrowickie zostały rozparcelowane i rozprzedane. Około 1915–1917 ruiny pałacu kupił Berek Zalcman, natomiast w okresie II RP kupili go ojcowie jezuici z Lublina. W jednym z dawnych pomieszczeń zamku założyli oni prowizoryczną kaplicę poświęconą Narodzeniu NMP. Okolice pałacu w czasie II wojny światowej stały się miejscem przetrzymywania więźniów na terenie obozu SS, który powstał po konfiskacie dóbr jezuickich. W latach 1952–1953 na terenie ruin zamku przeprowadzono prace inwentaryzacyjne, wzbogacone o badania terenowe. W latach 1956–1958 pokryto dach baszty gontem, a jedna arkada galerii (w przyziemiu) została zrekonstruowana według projektu inż. arch. Jana Gontarczyka. W 1964 roku właścicielem obiektu był ZBOWiD. Do dzisiaj zachowała się jedna wieża, w której dawniej mieściła się kaplica zamkowa. 
Do ruin zamku w latach 90. XX wieku dobudowano nie pasujący do zabytku obiekt mieszczący placówkę Caritas. Zamek wpisany jest do rejestru zabytków pod numerem A/290 z dnia 31 marca 1967 roku.

## Kultura i Sport
W Dąbrowicy zlokalizowany jest Gminny Ośrodek Kultury i Sportu. Funkcjonuje w nim Zespół Pieśni i Tańca w Dąbrowicy. Od 2011 roku organizowany jest corocznie, na początku września Jarmark Firlejowski, w roku 2017 Dąbrowica obchodzi 700. lecie istnienia.
Działa tutaj również klub piłkarski KS Dąbrowica, występujący w lubelskiej klasie okręgowej.